# Aderus mcclurei
Aderus mcclurei es una especie de coleóptero de la familia Aderidae. Fue descrita científicamente por Floyd Gerald Werner en 1962.

## Distribución geográfica
Habita en Malasia.